# 甘蔗粒孢堆黑粉菌
甘蔗粒孢堆黑粉菌（学名：Sporisorium sacchari）是属于黑粉菌目黑粉菌科孢堆黑粉菌属的一种真菌，寄生在甘蔗属植物上。该种分布于中国、缅甸、马来西亚、印度尼西亚、印度、伊朗等地。